# Juan Mendoza Rangel
Juan Mendoza Rangel är en ort i Mexiko.   Den ligger i kommunen Santa Cruz de Juventino Rosas och delstaten Guanajuato, i den centrala delen av landet, 240 km nordväst om huvudstaden Mexico City. Juan Mendoza Rangel ligger 1 759 meter över havet och antalet invånare är 231.
Terrängen runt Juan Mendoza Rangel är platt åt sydost, men åt nordväst är den kuperad. Runt Juan Mendoza Rangel är det ganska tätbefolkat, med 160 invånare per kvadratkilometer. Närmaste större samhälle är Santa Cruz de Juventino Rosas, 1,4 km söder om Juan Mendoza Rangel. Trakten runt Juan Mendoza Rangel består till största delen av jordbruksmark.